# Drummonie House

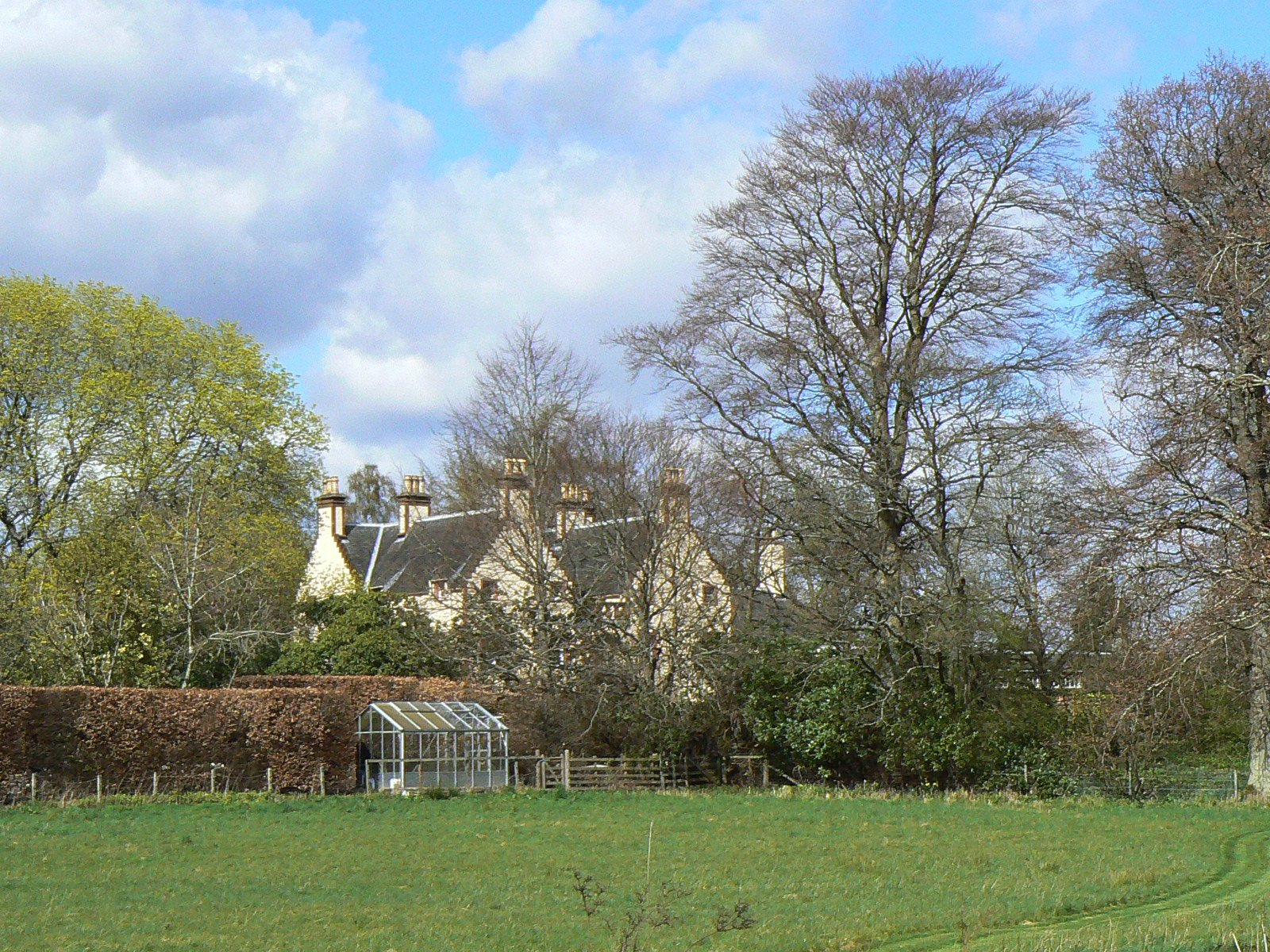
Drummonie House

Drummonie House ist eine Villa nahe der schottischen Ortschaft Bridge of Earn in der Council Area Perth and Kinross. 1971 wurde das Bauwerk in die schottischen Denkmallisten in der höchsten Denkmalkategorie A aufgenommen.

## Beschreibung
Drummonie House wurde im Jahre 1697 errichtet. Eine weitere Jahresangabe weist das Jahr 1703 aus. Der Nordostflügel wurde um die Mitte des 18. Jahrhunderts hinzugefügt. Im Jahre 1818 wurde die Villa überarbeitet und an der Nordwestseite ein Salon für das damalige Hotel ergänzt.
Die Villa steht weitgehend isoliert rund 1,5 Kilometer westlich von Bridge of Earn. Stilistisch weist sie Parallelen zu Methven Castle auf. Ursprünglich wies das zweistöckige Gebäude einen quadratischen Grundriss auf. Seine Fassaden sind mit Harl verputzt, wobei Natursteindetails abgesetzt sind. Die südostexponierte Hauptfassade ist mit zwei Staffelgiebeln ausgeführt. Sie ist fünf Achsen weit. dorische Säulen und schlanke vertikale Fenster flankieren das zentrale Eingangsportal, das mit einem segmentbogigen Kämpferfenster schließt. Die Gestaltung entstand vermutlich im Zuge der Überarbeitung 1818. Zwischen den beiden Giebeln verläuft eine Steinbalustrade. Der Nordostflügel ist zweistöckig ausgeführt. Sein Mauerwerk besteht aus Bruchstein.